# Ban-Raving-Pass
Der Ban-Raving-Pass ist ein Gebirgspass im Truong-Son-Gebirge, der Vietnam mit Laos verbindet. Der Pass spielte eine wichtige Rolle während des Vietnamkriegs, wird heute aber nicht mehr genutzt.

## Lage und Verlauf
Der Ban-Raving-Pass befindet sich ungefähr 50 km südlich von Đồng Hới, Hauptstadt der Provinz Quảng Bình in Zentral-Vietnam, und 50 km nordöstlich von Tchepone, dem ehemaligen Dorf am Zusammenfluss von Sepon und Banghiang-Fluss lag, das ein Knotenpunkt des Ho-Tschi-Minh-Pfadeses war.
In Vietnam zweigt vom Ho Chi Minh Highway (DHCM) die einspurige unbefestigte Straße 1036 nach Süden ab. Etwa sechs Kilometer vor der Passhöhe wird die Straße schmäler und ist mit Kopfsteinpflaster versehen. Die Passhöhe liegt auf 1250 m und ist ungefähr 950 m westlich der Landesgrenze zwischen Vietnam und Laos. Sie bildet die Grenze zwischen den beiden vietnamesischen Provinzen Quảng Bình und Quảng Trị. Ein etwa 4 km langes Stück der Passstraße verläuft über das Gebiet der Provinz Quảng Trị, bevor die Grenze zu Laos ein erstes Mal überschritten wird. Die Straße folgt an der rechten Talflanke dem Houay Kapay. Weil in diesem Gebiet die Grenze zwischen Laos und Vietnam geradlinig nach Süden verläuft und nicht dem Gelände folgt, überschreitet die Straße mehrmals die Grenze zwischen den beiden Staaten, bevor sie den Talgrund erreicht, wo der Houay Kapay in den Nam Xe fließt.

## Geschichte
Während des Vietnamkriegs wurde der Ho-Chi-Minh-Pfad von der Nordvietnamesischen Volksarmee (NVA) als Nachschublinie für die Kämpfer in Südvietnam genutzt. Es handelte sich um ein Netzwerk von Straßen- und Pfaden, das von Nordvietnam über Laos und Kambodschas nach Südvietnam führte.
Anfänglich dienten der Nape-Pass und der Mu-Gia-Pass als Einstieg in den Ho-Chi-Minh-Pfad. Der Ban-Raving-Pass wurde am Anfang des Vietnamkrieges nicht genutzt, weil der südliche Teil von Nordvietnam von der US Air Force stark bombardiert wurde und die Küstenebene wenig Tarnung für lange Lastkraftwagen-Konvois anbot. Nachdem der US-Präsident Lyndon Johnson die Bombardierung Nordvietnams im November 1968 einstellen ließ, veränderte sich die Lage für beide Seiten:
Weil keine Bomben mehr in Nordvietnam fielen, konnte der Nachschub mit Lastkraftwagen und mit der Eisenbahn von Hanoi und Hải Phòng unbehelligt auf der wesentlich besseren Verkehrsinfrastruktur Nordvietnams nach Süden gebracht werden und der Umweg über die schlechten Straßen von Laos konnten vermieden werden. Außerdem war die Strecke viel kürzer und es wurde weniger Kraftstoff benötigt, da die Lastwagen nicht über die Gebirgspässe fahren mussten.
Auf der anderen Seite hatte der Stopp der Bombardierung Nordvietnams zur Folge, dass die US Air Force mehr Flugzeuge für die Bombardierung der Verkehrswege in Laos zur Verfügung hatte. Die Konvois der Nordvietnamesischen Volksarmee, die über den Mu-Gia-Pass und den Ban-Karai-Pass fuhren, wurden deshalb noch heftiger angegriffen. Der am nördlichsten liegende Nape-Pass wurde daher bereits nicht mehr genutzt. Die Angriffe waren so massiv, dass die Furten durch den Bangfai-Fluss am Fuße des Ban-Karai-Passes zum stärksten bombardierten Ort der Welt wurde.
Wegen starker Bombardierungen in Laos wurde der Verkehr auf den noch weiter südlich liegenden Ban-Raving-Pass verlegt. Das Problem war, dass die bei jedem Wetter befahrbare zweispurigen Schotterstraße schon vor der Passhöhe zu einem Fußweg wurde. Der Straßenbau wurde Ende der 1950er Jahre eingestellt, weil das Gelände für die damals von der Nordvietnamesischen Volksarmee verwendeten Baumaschinen zu steil war und nicht bearbeitet werden konnte. Erst mit der Einfuhr von Baumaschinen aus der Sowjetunion konnte die Straße weiter gebaut werden, sodass sie nach 1968 bei Sepone den bestehenden Ho-Chi-Minh-Pfad erreichte.